# Гармаш Міра Володимирівна
Володимира (Мі́ра) Володимирівна Гарма́ш, у шлюбі Васили́шин, відома як Ївга Жак (Ї.Жак) (нар. 1926, Львів) — українська поетеса та письменниця.

## Біографія
Народилася й виростала у Львові в родині літературознавця-критика Володимира Дорошенка, директора бібліотеки Наукового Товариства ім. Тараса Шевченка, та вчительки.
Володимира закінчила гімназію у м. Львові та медичний факультет Мюнхенського університету, де здобула кандидатський ступінь. Виїхавши з батьками до Америки й осівши у Філадельфії, по додатковому навчанні, склавши державні іспити, стала працювати в біохімічній лабораторії морського флоту, а потім у лабораторії клітинної біохімії Дослідного інституту Кормана.

## Творчий доробок
Літературні зацікавлення виявила в ранньому віці. Перший вірш написала на 13-му році життя, друкований нарис мала в 15, друкований вірш у 19 років. Ширшу літературну діяльність почала в Америці в 1960-х роках. Її поезії друкуються в журналах «Київ», «Крилаті», «Овид», «Наше життя», «Визвольний шлях», «Естафета» і в літературних додатках деяких газет. Вірші й оповідання для дітей друкує у «Веселці», а пізніше сатири в «Лисі Микиті» під сатиричним псевдонімом Ївга Жак, що в скороченні дає Ї.Жак.
Авторка збірок поезій «Віднайдені роки» (1968), «Райдуга в пітьмі» (1972), «Срібна свиріль» (1978), «Розкритий вахляр» (1981), лірико-епічної поеми «Марія Луїза» (1973). Всі твори, крім сатир, оформив її чоловік Роман Василишин.
Основний мотив її поезій — туга за рідною Україною, захоплення її героїчним минулим, славними дочками й синами нашого народу.
Окремі видання:
- Гармаш Міра Віднайдені роки: Поезії. — Торонто: Гомін України, 1968. — 62 с.
- Гармаш Міра. Вірші // Естафета. Збірник АДУК. — Нью-Йорк — Торонто, 1974. — Ч. 2 — С. 80-81.
- Гармаш Міра. Марія Люїза: Поема. — Філадельфія, 1972. — 63 с.
- Гармаш Міра. Райдуга в пітьмі. — Філадельфія, 1972. — 60 с.
- Гармаш Міра. Срібна свиріль: Поезії. — Філадельфія, 1978. — 60 с.

## Інтернет-ресурси
- http://nspu.org.ua/dovidnyk/Г [Архівовано 9 жовтня 2012 у Wayback Machine.]

1. 1 2 3 4 5  Чеська національна авторитетна база даних